# دانشگاه بین‌المللی علوم و فناوری بوتسوانا
دانشگاه بین‌المللی علوم و فناوری بوتسوانا (به لاتین: Botswana International University of Science and Technology) یک دانشگاه در بوتسوانا است که در پالاپی، بوتسوانا واقع شده‌است.